# Seconda Divisione 2021-2022 (Emirati Arabi Uniti)
La Seconda Divisione degli Emirati Arabi Uniti 2021-2022 è stata la 3ª edizione della terza competizione nazionale per club degli Emirati Arabi Uniti. Alla competizione hanno preso parte solo 12 squadre, vista la promozione dell'Abtal Al Khaleej e del Dubai City Fc in Prima Divisione e il ritiro del Al Dar College FC dalla competizione.

## Squadre
| Squadra         | Città               | Stadio                         |
| --------------- | ------------------- | ------------------------------ |
| Fursan Hispania | Al Lisaili          | The Sevens Stadium             |
| Al-Hilal United | Dubai               | Al Hamriya Sports Club Stadium |
| Al Ittifaq      | Dubai               | Al Mamzar Pitch                |
| Al-Mooj         | Al Jazirah Al Hamra | Al Jazirah Al Hamra Stadium    |
| Atletico Arabia | Dubai               | JA Club Pitch                  |
| Baynounah       | Abu Dhabi           | Soccer City Pitch              |
| United FC       | Dubai               | Dubai British School           |
| La Liga HPC     | Dubai               | Dubai Sports City              |
| Laval United    | Dubai               | Target ground                  |
| Liwa            | Abu Dhabi           | Active Sporting Stadium        |
| Regional Sports | Abu Dhabi           | Zayed Sports City              |
| United Sport    | Al Ain              | As-hab Al-Himam Stadium        |

## Classifica
aggiornata al 19 aprile 2022
|  | Pos. | Squadra         | Pt | G  | V  | N | P  | GF | GS | DR  |
|  | ---- | --------------- | -- | -- | -- | - | -- | -- | -- | --- |
|  | 1.   | Fursan Hispania | 52 | 20 | 17 | 1 | 2  | 36 | 10 | +26 |
|  | 2.   | Baynounah       | 40 | 20 | 12 | 4 | 4  | 59 | 27 | +32 |
|  | 3.   | Al-Hilal United | 39 | 20 | 11 | 6 | 3  | 43 | 17 | +26 |
|  | 4.   | La Liga HPC     | 37 | 20 | 11 | 4 | 5  | 32 | 22 | +10 |
|  | 5.   | Laval United    | 28 | 20 | 9  | 1 | 10 | 29 | 21 | +8  |
|  | 6.   | Al Ittifaq      | 28 | 20 | 8  | 4 | 8  | 42 | 36 | +6  |
|  | 7.   | Liwa            | 22 | 20 | 6  | 4 | 10 | 34 | 32 | +2  |
|  | 8.   | United FC       | 22 | 20 | 6  | 4 | 10 | 33 | 47 | -14 |
|  | 9.   | Regional Sports | 21 | 20 | 6  | 3 | 11 | 28 | 45 | -17 |
|  | 10.  | United Sport    | 17 | 20 | 4  | 5 | 11 | 15 | 29 | -14 |
|  | 11.  | Al-Mooj         | 6  | 20 | 2  | 0 | 18 | 19 | 84 | -65 |
|  | 12.  | Atletico Arabia | 0  | 0  | 0  | 0 | 0  | 0  | 0  | 0   |

Legenda:

      Promosse alla Prima Divisione UAE 2022-2023
      Ritirata dalla Competizione
Note:
Tre punti a vittoria, uno a pareggio, zero a sconfitta.
Fonte: Global Sports Archive

## Classifica marcatori
aggiornato al 17 aprile 2022
| Gol |  |  | Giocatore           | Squadra         |
| --- |  |  | ------------------- | --------------- |
| 11  |  |  | Sernane Segniagbeto | Al Ittifaq      |
| 11  |  |  | Ayman Bouali        | Baynounah       |
| 8   |  |  | Julian Leandro Gil  | LaLiga Academy  |
| 7   |  |  | Sylas Gabriel       | Al Hilal United |
| 6   |  |  | Samuel Gyamfi       | Laval United    |
| 4   |  |  | Christian Benkanga  | Al Hilal United |
| 4   |  |  | Abdurahman Miraji   | Regional Sports |
| 4   |  |  | Muhieeldeen Ismaiel | United Sport    |
| 3   |  |  | Raymond Adams       | Fursan Hispania |